# Zagiridia noctualis
Zagiridia noctualis là một loài bướm đêm trong họ Crambidae.